# Phascopsis
Phascopsis là một chi rêu trong họ Pottiaceae.